# Lionrock
I Lionrock erano un gruppo musicale britannico di genere Big beat, formato dal produttore discografico Justin Robertson, dal rapper MC Buzz B e dall'ingegnere del suono Mark Stagg, poi sostituito da Roger Lyons nel 1998.

## Storia
La band fu fondata nel 1991 e firmò un contratto discografico con la Deconstruction Records nel 1993. Si è sciolta nel 2001, dopo che Robertson decise di pubblicare album per conto proprio con il suo nome.
Divennero particolarmente popolari nel 1998 poiché un loro singolo, Rude Boy Rock, entrò a far parte della compilation per i brani del videogioco FIFA 99.

## Discografia

### Album
- An Instinct for Detection (1995)
- City Delirious (1998)

### Singoli
- Lionrock (1992)
- Packet of Peace (1993)
- Carnival (1993)
- Tripwire (1994)
- Straight At Yer Head (1996)
- Fire Up the Shoeshaw (1996)
- Project Now (1996)
- She's on the Train (1997)
- Wet Roads Glisten (1997)
- Rude Boy Rock (1998)
- Scatter and Swing (1998)